# Naveta de Binimaimut
La naveta de Binimaimut est une naveta située dans la commune de Port Mahon, sur l'île de Minorque, dans l'archipel des Baléares, en Espagne.

## Historique
Le monument a été fouillé par C. Veny en 1982, mais le rapport de fouille complet n'a jamais été publié. Seul un pré-rapport est disponible.

## Description
C'est un monument de forme allongée, en forme de fer à cheval, avec une façade légèrement concave et orientée au nord. L'édifice mesure 13,56 m de long pour au maximum 8 m de large. Les murs intérieurs et extérieurs sont de type cyclopéen polygonal. L'intérieur du monument se compose d'une chambre et d'une antichambre, séparées par une ouverture qui devait probablement être à l'origine fermée par une dalle perforée aujourd'hui disparue. La chambre est très allongée (7,2 m de long), de forme pseudo-rectangulaire ou elliptique, avec des angles arrondis. Elle comporte au fond une surélévation de 0,60 m de largeur. L'antichambre est de forme trapézoïdale, de plus en plus étroite à partir de l'entrée de la chambre. Le monument a été conservé sur une hauteur de 1,5 m, soit deux assises de pierre. Le linteau de la porte a disparu, de même que les dalles de pierre qui auraient pu constituer le toit, mais Veny a signalé en avoir découvert une, tombée et dressée verticalement à l'intérieur de la chambre.

## Matériel archéologique
Veny mentionne avoir découvert une séquence stratigraphique composée d'une couche supérieure formée de terre végétale, comportant des restes de poteries romaines et des fragments de poteries talayotiques, et d'une couche inférieure, plus rougeâtre, renfermant de nombreux ossements de microfaune et des ossements humains incomplets et déconnectés. Selon Vény, l'ensemble correspond à une couche archéologique qui a été perturbée. Le mobilier archéologique découvert comprend des objets en bronze (8 perles biconiques, les restes de quatre bracelets, la pointe d'une lame de javelot, des rubans enroulés en spirale, la tête biconique d'une aiguille, des poinçons et une aiguille), des objets en os (boutons triangulaires perforés en « V », deux diaphyses de bovins perforées en « V ») et des éléments lithiques (restes d'une plaquette en pierre dite « armature d'archer ou d'affûteur »).